# Quintar
El quintar és una unitat de mesura de massa equivalent a un terç de la càrrega i que conté quatre arroves. Segons la zona equivalia entre quaranta-un quilograms i mig i quaranta-dos.
La paraula quintar prové de l'àrab, 'pes de cent', l'única definició que actualment encara es fa servir és el quintar mètric (amb el símbol: q), que equival a 100 kg o 0,1 tones. No forma part del SI però encara es fa servir en el rendiment en agricultura.